# Continental League
Die Continental League war eine neben der American League und der National League geplante dritte US-amerikanische Profibaseballliga, die 1961 beginnen sollte und in den Jahren zuvor einiges Aufsehen erregte.
Am 27. Juli 1959 verkündete William Shea die Gründung der dritten Major League. Der Grund dafür ist in dem Abwandern der Brooklyn Dodgers und der New York Giants aus New York in Richtung Kalifornien 1957 zu sehen. Damit hatte New York, die größte Stadt der USA, urplötzlich kein eigenes Baseball-Team in der National League mehr. 1959 und 1960 beherrschten mit dieser Gründung zusammenhängende Streits mit den anderen Ligen die Sportgazetten. Schließlich konnten Shea und andere Organisatoren der Continental League sich mit den etablierten Major Leagues einigen. Man nahm die Gründung der Liga zurück, dafür erhielten die vorhandenen Ligen neue Plätze, zwei in der National League und zwei in der American League. Die Gründung des Baseball-Vereins New York Mets folgte, Shea hatte sein Ziel erreicht, den Profibaseball wieder in New York zu verankern und stellte seine Bemühungen zur Etablierung der Continental League ein.

## Sonstiges
Charles M. Schulz thematisierte die bevorstehende Gründung der Continental League bereits am 22. Juli 1957 in einem Charlie-Brown-Comic-Strip.